# ユベール・レオナール
ユベール・レオナール（Hubert Léonard,1819年4月7日 - 1890年5月6日）は、ベルギーのヴァイオリニスト。

## 経歴
レオナールはリエージュに程近いベレール（Bellaire）に生まれた。ルーマ（Rouma）から予備的な訓練を受けた後、1836年にパリ音楽院へ入学し、3年間にわたってフランソワ・アントワーヌ・アブネックの薫陶を受けた。1844年に演奏旅行を敢行したレオナールは、これによって当代最高のヴィルトゥオーゾの1人としての評価を確立する。
1848年から1867年にかけては高名なシャルル＝オーギュスト・ド・ベリオの跡を引き継ぎ、ブリュッセル王立音楽院においてヴァイオリン演奏の教授として教鞭を執った。病気を患って職を辞したレオナールはパリに居を構え、そこで私的に弟子をとった。彼の著名な門弟にはAlfred De Sève、マルタン・ピエール・マルシック、アンリ・マルトー、ヘンリ・シュラディーク、セザール・トムソンらがいる。彼は『Ecole Léonard』と題した有名な教則本を著している。
レオナールは1890年にパリで没した。